# Avia BH-33
Avia BH-33, BH-33E a BH-33L (Ba-33) byly československé dvouplošné stíhací letouny, které konstrukčně vycházely z úspěšného typu Avia BH-21, a byly vybaveny hvězdicovými i řadovými motory. V roce 1929 3 letouny řady BH-33 obsadily 2.-4. místo v závodě Okolo Malé dohody a Polska. Druhý byl škpt. Karel Mareš (Walter Jupiter VII), třetí a čtvrtý byli jugoslávští piloti Bajdak a Šinčič (oba s Walter Jupiter IV).

## BH-33
Avia BH-33 (vojenské označení B-33.1 až 6) byl československý dvouplošný stíhací letoun, který vznikl montáží hvězdicového motoru Jupiter na upravený drak stíhacího letadla Avia BH-21. První takto upravený letoun byl v roce 1926 označen BH-21J (J jako Jupiter), a po jeho zkouškách pak byl v roce 1927 vyroben prototyp BH-33.1. Od BH-21 se kromě motoru lišil především použitím pevné části svislé ocasní plochy (BH-21 ji neměla), kdežto dřevěný překližkou potažený hranatý trup zůstal. Díky výkonnějšímu motoru se výrazně zvýšila stoupavost a poněkud i rychlost. Zkoušky však prokázaly, že montáž výkonnějšího motoru na starý drak BH-21 nepřináší očekávané zlepšení a bude zapotřebí výraznějších úprav. První prototyp BH-33 s motorem Walter Jupiter VII byl zalétán 27. září 1928 a o dva dny později druhý prototyp s motorem Walter Jupiter VI. Vedle prototypu bylo vyrobeno dalších 5 letadel, které si v roce 1929 objednalo MNO k armádním zkouškám, několik dalších letadel vyrobila Avia jako předváděcí pro nabízení v zahraničí. Letadla byla osazena devítiválcovými hvězdicovými motory Walter Jupiter verzí IV až VII. Sériová výroba BH-33 pro čs. armádu nebyla objednána.
Licenční výrobu BH-33 však objednalo Polsko (po dodávce "vzorového" letounu BH-33P), které potřebovalo stíhací letadla na překlenutí doby, než budou k dispozici letadla z vlastního vývoje. Pro jejich volbu licence BH-33 byla rozhodující dřevěná konstrukce, na kterou byly polské továrny zařízené, a motor Jupiter IV, kterých mělo Polsko dostatek. V Polsku vyrobené letouny se jmenovaly PWS-A, a bylo jich vyrobeno 50ks. První byly dodány v roce 1930, poslední byly vyřazeny až v roce 1938.

## BH-33E
Bylo zřejmé, že hranatý dřevěný trup je omezujícím prvkem letadla, takže v roce 1929 byl zalétán prototyp Avia BH-33E (vojenské označení B-33.7 až 12), který měl nový trup smíšené konstrukce (kovová konstrukce obdélníkového průřezu, vně dřevěné podélníky k dosažení zaobleného průřezu, vše potaženo plátnem), motor byl hvězdicový Jupiter verzí VI (450 HP) nebo VII (480 HP). Přes tuto modernizaci objednalo MNO k armádním zkouškám jen 6 letadel, několik kusů vyrobila Avia jako předváděcí pro nabízení v zahraničí. Sériová výroba BH-33E pro čs. armádu nebyla objednána.
Zájem o BH-33E však projevilo Království SHS (později Jugoslávie), které koupilo 24 letadel, a dalších 22 vyrobilo v továrně Ikarus v Zemunu v letech 1934 a 1937 s motory IAM K9Ad (jugoslávská licencovaná verze Jupiteru VI). Letadla se v Jugoslávii nazývala Avija Jupiter nebo Авиа BH-33E-SHS. Několik zbylých Jugoslávských BH-33E se zúčastnilo bojů druhé světové války, ale nedosáhly žádného sestřelu, a nejméně dvě byla ve vzdušném boji s mnohem modernějšími protivníky zničena. Na útoky proti partyzánům byla používána nejméně do roku 1943. Čtyři ze svých letadel Jugoslávie prodala Řecku, kdy byla v roce 1935 použita v boji s protivládními povstalci.
Letoun B-33.9 byl pokusně osazen motorem BMW 132 Hornet (Pratt & Whitney Hornet), bylo mu přiděleno vojenské označení B-133, ale po zkouškách byl přestavěn zpět na B-33.9 s motorem Jupiter VI.
Jeden předváděcí BH-33E a dva BH-33 koupila i Belgie (kde Avia doufala v zakoupení licence jako u BH-21). Belgické letectvo licenci nekoupilo, ale koupená letadla používalo až do roku 1936, kdy byl BH-33E prodán do Španělska.

## Ba-33

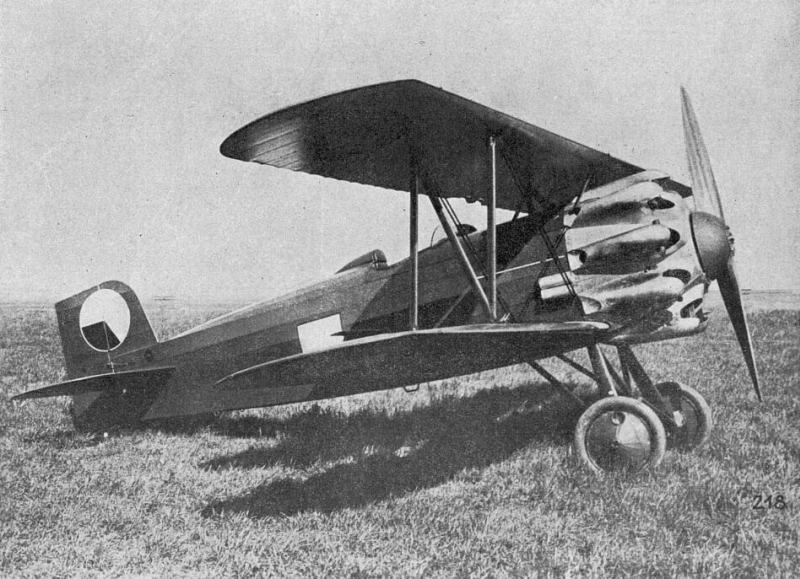
Avia BH-33E s motorem Walter Jupiter VII, se kterým škpt. K. Mareš obsadil 2. místo v závodu Okolo Malé dohody a Polska (1929)

Většího zájmu MNO se dočkal až typ Avia BH-33L (vojenské označení Ba-33), což byl BH-33E konstruktérů Beneše a Hajna přepracovaný pro třířadový dvanáctiválcový motor Škoda L,který byl zalétán 2. srpna 1929. Tento motor byl preferován MNO, což pochopitelně ladilo s obchodními ambicemi koncernu Škoda, protože v roce 1929 byla Avia již tímto koncernem zakoupena. Pro Škodu bylo výhodné dodávat i vlastní motor, kdežto Jupitery vyráběl jinonický Walter. Škoda se pokusila kapitálově převzít i společnost Walter, ale Vítězslav a Antonín Kumperovi vlastnictví uhájili.
S motorem Škoda L (500HP) s čelním chladičem a pevnou dřevěnou vrtulí letoun dosahoval rychlosti 315 km/h. Byl vyzbrojen dvěma synchronizovanými kulomety vz. 28 (Vickers upravený pro čs. střelivo ráže 7,92) nad motorem, střílejícími okruhem vrtule. Trup byl smíšené konstrukce potažený plátnem, přední část kryta hliníkovými panely, pilotní prostor otevřený. Křídla byla dřevěná, vyztužená vzpěrami a dráty, bez klapek, křidélka jen na spodním křídle. Podvozek kolový pevný s ostruhou, v zimě bylo možno vyměnit kola za lyže. Letadlo Ba-33 bylo schopné veškeré akrobacie (stejně jako B-33).
Československé armádě bylo dodáno 82ks Ba-33, a sloužily u všech stíhacích pluků, kde až do nástupu B-534 tvořily páteř čs. stíhacího letectva. Poté byly používány k výcviku pilotů. Na letounech Ba-33 zahynulo 11 čs. letců, z toho jeden při závodech kolem Malé dohody a Polska, a dvanáctý letec zahynul na starším B-33.3. Některé stroje létaly až do okupace, kdy je zabavilo Německo. Nejsou však záznamy, že by tak stará letadla Němci ještě používali. Několik letadel zůstalo v majetku Slovenského státu.
Jeden z předváděcích BH-33L se dostal až do Číny, kde byl zabaven Japonskou císařskou armádou, prohlášen za válečnou kořist a používán v bojích s Čínou. Firma Škoda se však s ukořistěním letounu nesmířila, a Japonsko jí za něj nakonec slušně zaplatilo. Tento BH-33L se tak stal jediným čs. letounem, který kdy létal v japonském letectvu.
Letadla Ba-33 byla ve službě spolehlivá a oblíbená, přestože ve třicátých letech již poměrně zastaralá. Československý letecký průmysl, který v polovině dvacátých let za světovou špičkou příliš nezaostával, již ve třicátých letech nedokázal držet krok v konstrukci stále složitějších letadel, a až do druhé světové války stále sériově vyráběl plátnem potažené dvouplošníky s pevným podvozkem, zatímco vyspělé firmy již vyráběly celokovové jednoplošníky se zatahovacím podvozkem a stavitelnými vrtulemi.

## Uživatelé
Údaje dle
- Belgie

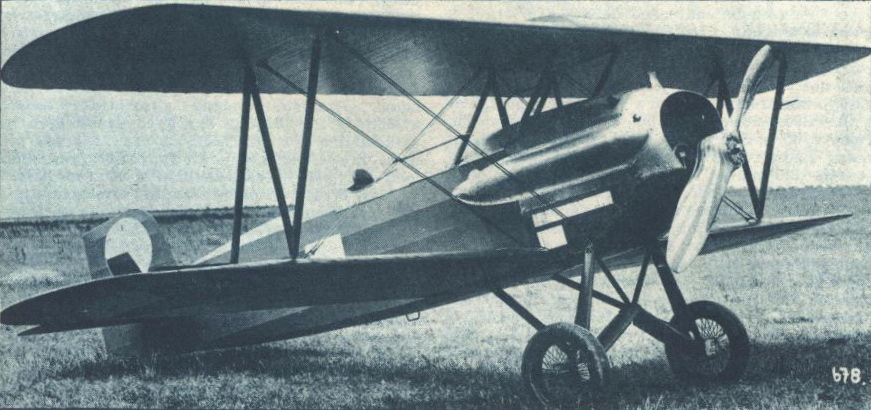
Avia BH-33L (Ba-33) s motorem Škoda 500 L

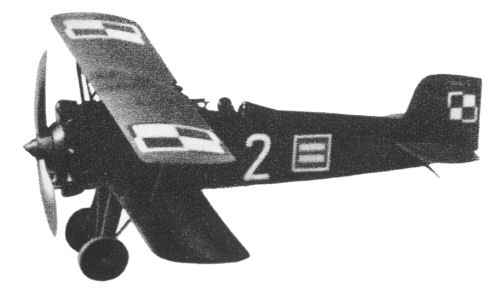
PWS-A

  - Belgické letectvo (2 × BH-33, 1 × BH-33E)
- Československo
  - Československé letectvo
- Chorvatsko
  - Letectvo Nezávislého státu Chorvatsko
- Japonské císařství
  - Japonské císařské armádní letectvo (Ba-33.3)
- Jugoslávie
  - Jugoslávské královské letectvo
- Polsko
  - Polské letectvo (PWS-A)
- Řecko
  - Řecké královské letectvo (4 × BH.33E)
- Slovensko
  - Slovenské vzdušné zbraně
- Sovětský svaz
  - Sovětské letectvo (2 kusy)
- Španělská republika
  - Letectvo Španělské republiky (BH-33E.1014)

## Specifikace (BH-33)

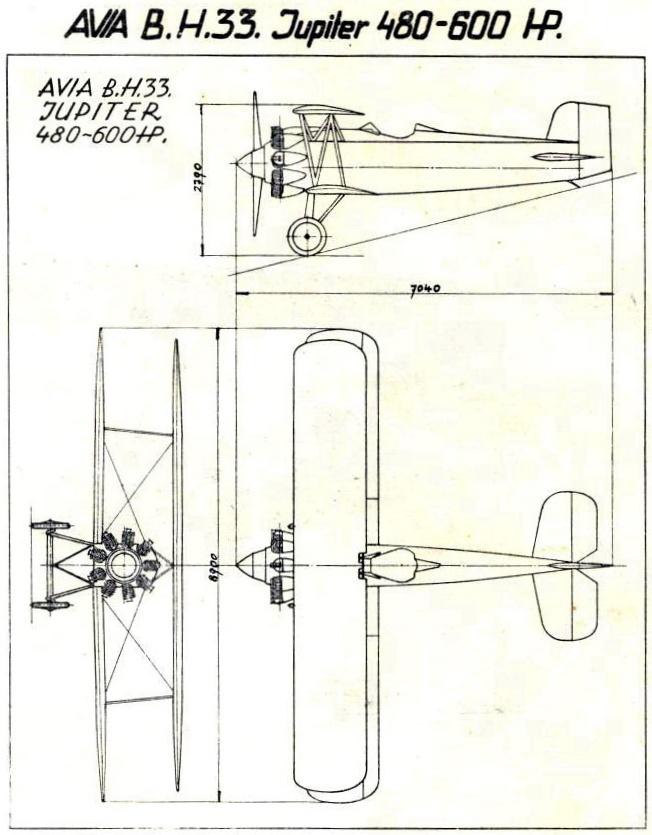
Avia BH-33 s motorem Walter Jupiter

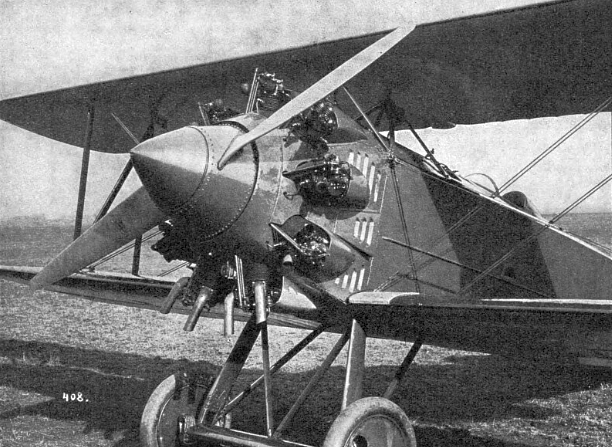
Avia BH-33 s motorem Walter Jupiter IV (1927)

Údaje dle

### Technické údaje
- Osádka: 1
- Rozpětí: 8,90 m
- Délka: 7,040 m
- Nosná plocha: 22 m²
- Plocha stabilizátoru: 1,59 m²
- Plocha výšk. kormidla: 1,1 m²
- Plocha kýlovky: 0,38 m²
- Plocha směr. kormidla: 0,81 m²
- Hmotnost prázdného letounu: 830 kg (PWS-A : 924 kg)
- Užitečné zatížení: 190 kg
- Palivo: 230 kg
- Vzletová hmotnost: 1250 kg (PWS-A : 1324 kg)
- Objem palivové nádrže: 265 l
- Statický násobek: 12
- Pohonná jednotka: Walter Jupiter IV až VII (PWS-A : Jupiter IV)

### Výkony
- Max. rychlost u země: 275 km/h (PWS-A : 242 km/h)
- Max. rychlost v 5000 m: 260 km/h
- Cestovní rychlost: 240 km/h
- Dostup: 9500-10 000 m
- Akční rádius: 600 km
- Doba výstupu na 1000 m: 1 min 30 s
- Doba výstupu na 5000 m: 7 min 50 s
- Dolet: 450 km až 600 km – dle různých zdrojů s různými motory

### Výzbroj
- 2 × kulomet Vickers ráže 7,69 mm s 500–800 ks munice
- závěsníky pro 10 kg pumy

## Specifikace (BH-33E)

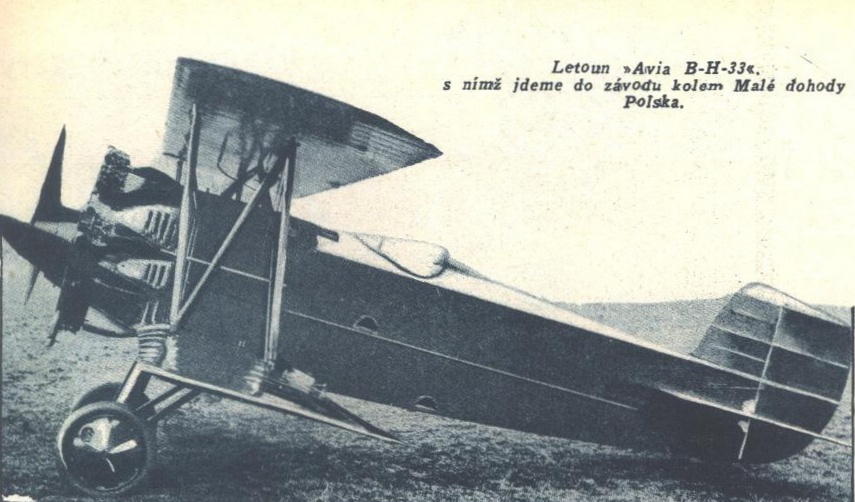
Avia BH-33E před závody státy Malé dohody

### Technické údaje
- Osádka: 1
- Rozpětí: 8,90 m
- Délka: 7,04 m
- Nosná plocha: 22 m²
- Hmotnost prázdného letounu: 830 – 850 kg – dle různých zdrojů s různými motory
- Vzletová hmotnost: 1250 – 1270 kg – dle různých zdrojů s různými motory

### Výkony
- Maximální rychlost: 270 km (294 km/h)
- Dostup: 8 000 m (11 000 m)
- Dolet: 450 km
- Pohonná jednotka: 1 × Jupiter VI nebo VII

### Výzbroj
- 2× kulomet vz. 28 ráže 7,92 mm
- závěsníky pro 10 kg pumy

## Specifikace (BH-33L/Ba-33)

### Technické údaje
- Osádka: 1
- Rozpětí: 9,50 m
- Délka: 7,22 m
- Nosná plocha: 24.46 nebo 25,2 m² – dle různých zdrojů
- Hmotnost prázdného letounu: 1113 kg
- Vzletová hmotnost: 1628 kg
- Pohonná jednotka: 1 × Škoda L o výkonu 500HP

### Výkony
- Maximální rychlost: 315 km/h
- Dostup: 7 000 až 8 000 m – dle různých zdrojů
- Dolet: 450 km

### Výzbroj
- 2 × kulomet vz. 28 ráže 7,92 mm
- 6 × závěsník pro 10kg pumy